# Breuil-Magné
Breuil-Magné is een gemeente in het Franse departement Charente-Maritime (regio Nouvelle-Aquitaine). De plaats maakt deel uit van het arrondissement Rochefort. Breuil-Magné telde op 1 januari 2022 1.891 inwoners.

## Geografie
De oppervlakte van Breuil-Magné bedroeg op 1 januari 2022 22,25 vierkante kilometer; de bevolkingsdichtheid was toen 85 inwoners per km².
De onderstaande kaart toont de ligging van Breuil-Magné met de belangrijkste infrastructuur en aangrenzende gemeenten.

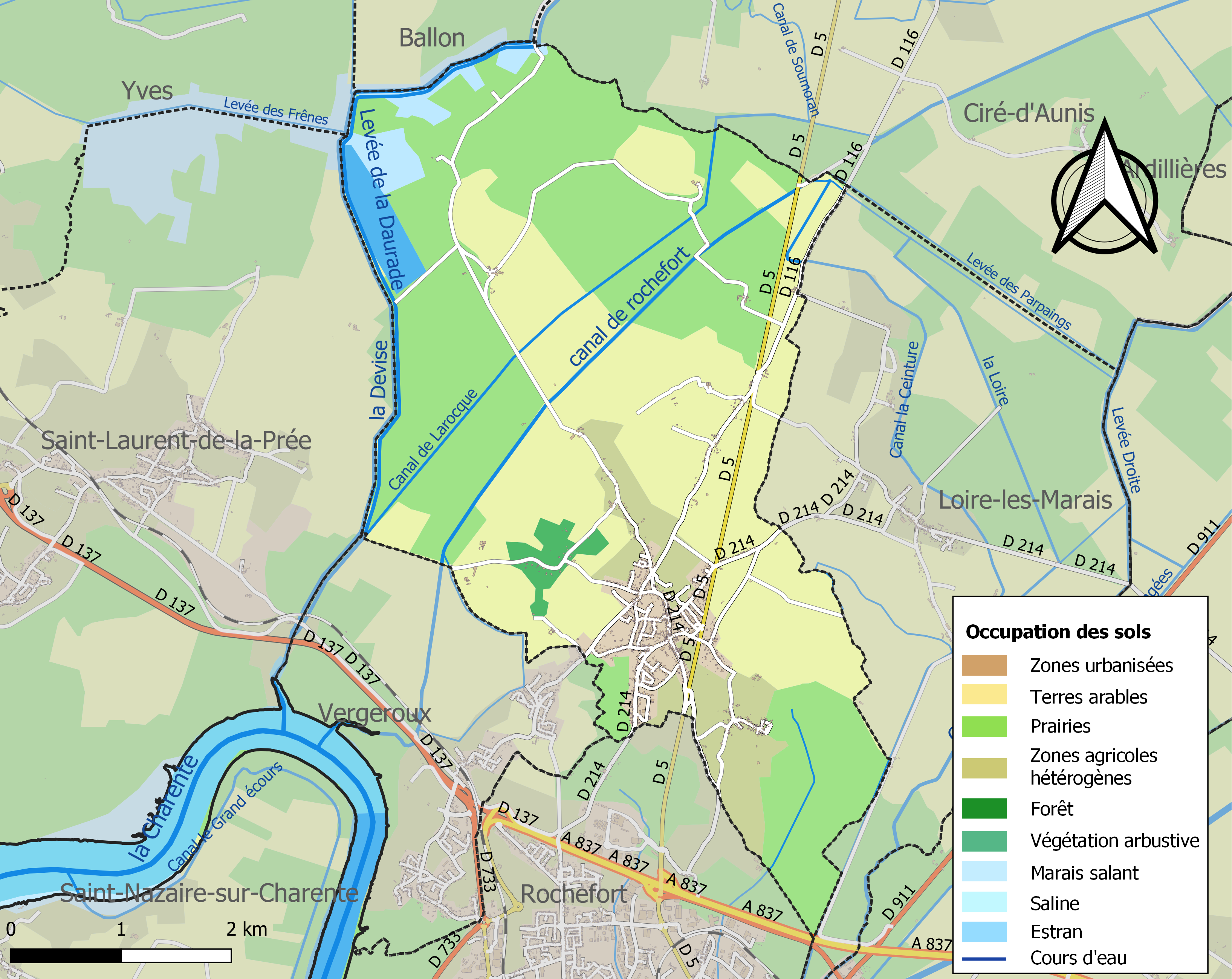

## Demografie
Onderstaande figuur toont het verloop van het inwonertal (bron: INSEE-tellingen).